# Сянув (гмина)
Сянув (пол. Sianów) — гмина (волость) в Польше, входит как административная единица в Кошалинский повет, Западно-Поморское воеводство. Население — 13 159 человек (на 2005 год).

## Соседние гмины
1. Кошалин
2. Повет-гродзки
3. Гмина Бендзино
4. Гмина Маново
5. Гмина Мельно
6. Гмина Полянув
7. Повет-кошалиньски
8. Гмина Дарлово
9. Гмина Малехово
10. Повет-славеньски